# Persebeck
Der Ortsteil Persebeck liegt im Südwesten der Stadt Dortmund, direkt an der Stadtgrenze zu Witten. Er wurde im Jahr 820 erstmals urkundlich erwähnt.
Persebeck wird begrenzt von den Wittener Stadtteilen Rüdinghausen und Stockum sowie den Dortmunder Stadtteilen Kruckel, Menglinghausen, Eichlinghofen und Salingen. Persebeck gehört zum Stadtbezirk Hombruch.

## Geographie
Durch Persebeck fließt der Grotenbach, der zum Verbund der Emschergenossenschaften gehört. Der Grotenbach fließt von Witten kommend durch Persebeck und mündet in Hombruch in den Rüpingsbach. Durch eine gezielte Verrohrung der Schmutzwässer wurde der Grotenbach von Fäkalien und Industrieabwässern befreit. Das alte Betonbett der Emschergenossenschaft wurde entfernt, eine endgültige Renaturierung steht aber noch aus.

## Geschichte
Persebeck wurde erstmals 820 mit in uilla dicitur Perricbeci in pago Boretra urkundlich erwähnt. Um 1000 als Perrecbeki im Urbar der Reichsabtei Werden. Um 1220 als Pirrebecke in der Vogteirolle des Stifts Essen. Zwischen 1397 und 1432 erscheint Perenbecke im Volmarsteiner Lehnsregister. Später wurde das Dorf urkundlich auch Perenbeke, Pirebecke, Peyrsbecke, Pyrbeke, Peirssbeke, Persbeick oder Piersbeek genannt. Ab 1627 setzte sich der heutige Ortsname Persebeck durch.
Persebeck gehörte im Spätmittelalter und der Frühen Neuzeit in eigener Bauerschaft (Persbeick) im Amt Hörde (historisch) zur Grafschaft Mark. Laut dem Schatzbuch der Grafschaft Mark von 1486 hatten die 12 Steuerpflichtigen Hofbesitzer in der Bauerschaft zwischen 1 und 6 Goldgulden an Abgabe zu leisten. Darunter der Hof des Jan Brinckman mit 6 Goldgulden Abgabe an das Stift Essen. Im Jahr 1705 waren in der Baurschafft Peersbecke fünf Steuerpflichtige mit Abgaben an die Rentei Hörde im Kataster verzeichnet.
Die Deutung des Ortsnamens kann mit Bach, der etwas eingrenzt oder abgrenzt umschrieben werden.
Im 19. Jahrhundert war Persebeck eine Landgemeinde im Landkreis Hörde und Amt Barop. 1885 hatte die Gemeinde (plus 1 Wohnplatz) eine Fläche von 1,40 km², davon 107 ha Ackerland, 15 ha Wiesen und 2 ha Holzungen. Es gab 18 Wohngebäude mit 33 Haushaltungen und 193 Einwohner.
Im Jahr 1921 wurde Persebeck nach Barop eingemeindet.

## Lokales
In der Nacht zum 30. September 2019 überflutete Starkregen eine Wiese am Grotenbach, auf der 350 Schafe nächtigten. Der Starkregen überflutete die Wiese teilweise auf 2 m Höhe. Ein Nachteinsatz von 120 Feuerwehrleuten rettete ca. 330 Tiere, 20 Schafe ertranken. Es war ein schwieriger und kraftraubender Einsatz, da sich das Gewicht der Tiere durch das aufgesogene Wasser mehr als verdoppelte.
Der Löschzug 17 der Freiwilligen Feuerwehr Dortmund ist in Persebeck stationiert, an der Einmündung der Kruckeler Straße in die Menglinghauser Straße. Diese Straßen bilden die Hauptverkehrswege im Ort. Über die Linie 448 der Stadtwerke Dortmund im VRR ist der Ort in den ÖPNV eingebunden. Mit der angrenzenden Bahnlinie und dem Haltepunkt Kruckel (S-Bahn-Linie 5) besteht eine gute Verbindung zum Dortmunder Hauptbahnhof sowie nach Witten und Hagen.
Persebeck hat einen Kindergarten und eine AWO in der Straße Grotenkamp. Ebenfalls im Gebäude der AWO und des Kindergartens befindet sich ein Jugendraum. Vor dem Bau des städtischen Gebäudes mussten alte Stollenanlagen der Zeche Vereinigte Wiendahlsbank aufwändig mit Beton verfüllt werden. Im angrenzenden Gelände zur Freiwilligen Feuerwehr und zur Menglinghauser Straße befindet sich der „Westentaschenpark“, eine Mini-Grünfläche mit Spielgeräten und einem Bolzplatz.
Lebensmittel sind in einem kleinen Einkaufszentrum, welches zwischen Kruckel und Persebeck liegt, zu beziehen. Als weitere Einzelhändler haben sich in Persebeck ein Kiosk, ein Fahrradgeschäft und ein Blumengeschäft angesiedelt.

## Bevölkerung
Der Stadtteil Persebeck gehört zum statistischen Bezirk Persebeck-Kruckel-Schnee.
Bevölkerungsstruktur im statistischen Unterbezirk Persebeck (2018):
- Bevölkerungsanteil der unter 18-Jährigen: 15,4 % [Dortmunder Durchschnitt: 16,2 % (2018)][6]
- Bevölkerungsanteil der mindestens 65-Jährigen: 26,3 % [Dortmunder Durchschnitt: 20,2 % (2018)][7]
- Ausländeranteil: 5,2 % [Dortmunder Durchschnitt: 18,2 % (2018)][8]
- Arbeitslosenquote: 4,5 % [Dortmunder Durchschnitt: 9,8 % (2018)][9]

Das durchschnittliche Einkommen in Persebeck entspricht etwa dem Dortmunder Durchschnitt.

### Bevölkerungsentwicklung
| Jahr | Einw. |
| ---- | ----- |
| 2003 | 2081  |
| 2008 | 2039  |
| 2013 | 1978  |
| 2018 | 1974  |